# Harald Petersen (jurist)
 Der er flere personer med dette navn, se Harald Petersen.
Harald Petersen (27. januar 1895 i Odense – 2. februar 1977 i Jægersborg) var en dansk cand.jur.
Under Danmarks besættelse var han kortvarigt justitsminister i samlingsregeringen (ministeriet Thorvald Stauning III).
Efter krigen blev Petersen dommer igen.